# Испытание любви (телесериал)
Испытание любви (исп. Cruz de amor) — мексиканский мелодраматический телесериал с элементами драмы 1968 года производства Telesistema Mexicano.

## Сюжет
Донья Крус — скромная вдова, которая сильно трудится и жертвует собой с целью того, чтобы её единственная дочь Марисоль ни в чём не нуждалась, но её дочь является глупой, самонадеянной и эгоистической девушкой, которая не ценит заслуг своей матери, которая стыдится своего происхождения. В институте она делает вид, что она — дочь дипломата и дружит она со студентами высшего общества. Она выходит замуж за миллионера Маркоса Бельмара и затем умирает от сердечного приступа. Жизнь Доньи Крус после смерти своей дочери стало намного труднее и труднее...

## Создатели телесериала

### В ролях
- Сильвия Дербес .... Крус Агирре
- Хорхе Лават .... Маркос Бельмар
- Лупита Лара .... Марисоль Агирре/Клаудия
- Мария Тереса Ривас .... Донья Дельфина де лос Монтерос
- Алисия Родригес .... Инес де лос Монтерос
- Хосе Роберто Хилл .... Исмаил Агирре
- Даниэль Эррера "Эль Чино" .... Тито
- Андреа Лопес .... Донья Антония Лоренсо
- Оливия Мичель
- Армандо Арриола
- Тара Парра .... Маура «Ла Мина»
- Аркадио Гамбоа
- Роберто Гонсалес
- Хорхе Кастильо